# Cementiri de Milltown
El cementiri de Milltown (gaèlic: Reilig Bhaile an Mhuilinn, anglès: Milltown Cemetery) és un gran cementiri a l'oest de Belfast, Irlanda del Nord.
Es troba dins de Ballymurphy, entre Falls Road i l'autopista M1. Es va inaugurar el 1869, fruit de l'expansió de la població catòlica de la ciutat de Belfast, i es calcula que hi ha enterrades unes 200.000 persones. Dins del cementiri hi ha tres grans seccions d'espai obert, anomenades zones "pobres", on més de 75.000 persones que no es van poder pagar una tomba hi estan enterrades.

## Republicanisme

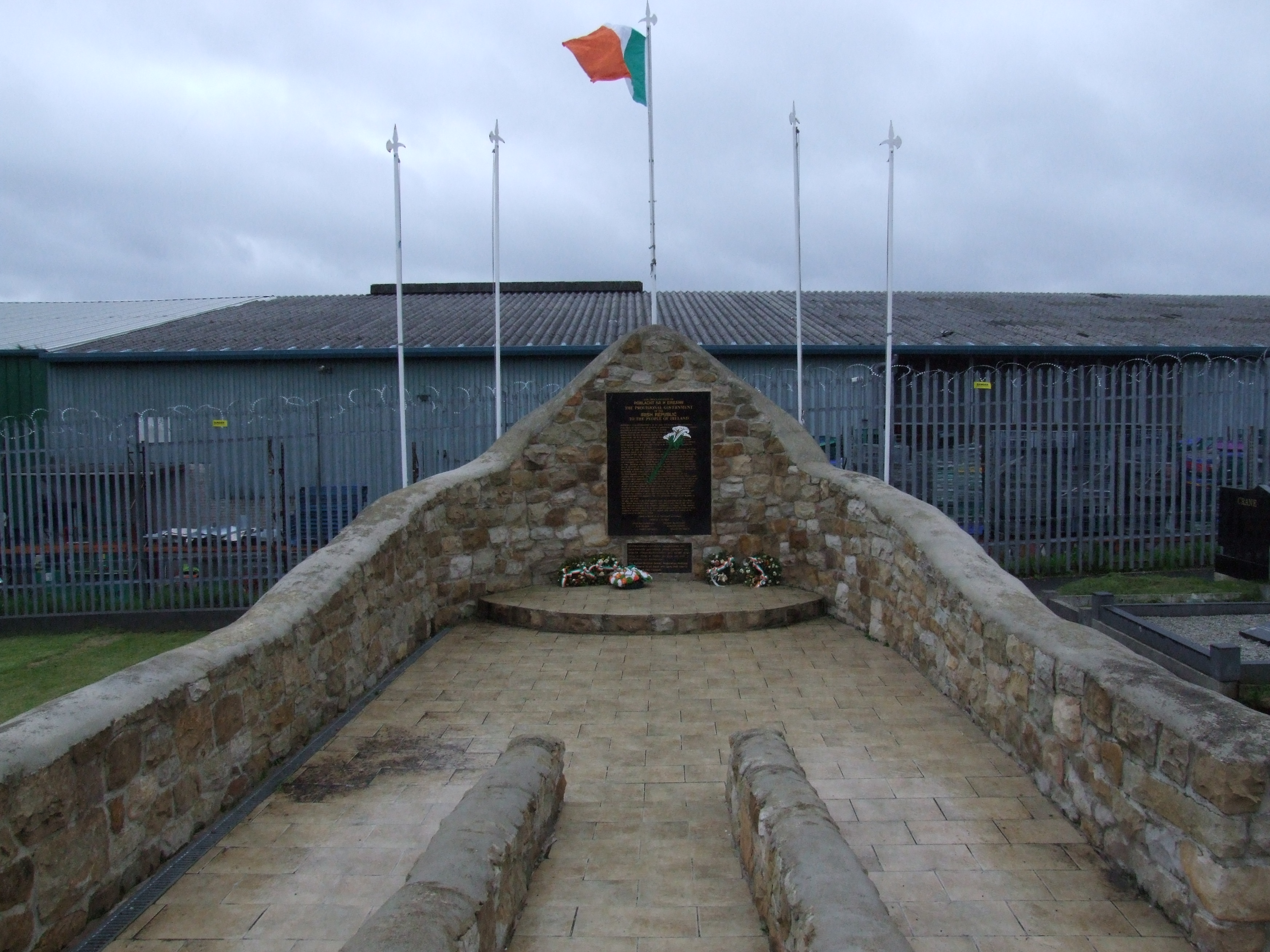
El New Republican Plot, l'espai d'enterrament i memòria de varis voluntaris de l'IRA al cementiri de Milltown.

El cementiri s'ha convertit, per a molts, en sinònim de republicanisme irlandès. El diputat i pres de l'Exèrcit Republicà Irlandès Bobby Sands, que va morir en vaga de fam el 5 de maig de 1981, està enterrat al cementiri. També hi estan enterrats altres vaguistes de fam, com Kieran Doherty, Joe McDonnell i Pat McGeown (que van morir anys més tard per problemes de salut ocasionats per la vaga de fam). Diverses parcel·les o espais funeràris (plots) acullen tombes de militants republicans: 77 voluntaris de l'IRA estan enterrats en una parcel·la que es coneix com el New republican plot, 34 altres voluntaris estan enterrats en el que es coneix com la parcel·la Memorial del Comtat d'Antrim, utilitzada entre 1969 i 1972. També hi ha voluntaris de l'IRA enterrats en d'altres tombes familiars, així com militants com l'INLA, l'IPLO i el Partit dels Treballadors d'Irlanda.
També hi ha una important secció, que toca a Andersonstown Road, on hi ha enterrades destacats clergues catòlics, que en ocasions van ser importants figures educatives, socials i culturals a Irlanda del Nord després de la partició. Moltes de les tombes estan adornades amb altes creus celtes. Hi son enterrats molts sacerdots de la diòcesi de Down i Connor, que sovint tenien forts vincles pastorals i familiars amb la comunitat catòlica de l'oest de Belfast.
El cementiri va ser l'escenari d'un atac el 16 de març de 1988, quan el paramilitar lleialista Michael Stone va irrompre amb una pistola i granades en l'enterrament dels membres de l'IRA Dan McCann, Seán Savage i Mairéad Farrell.

## Tombes cèlebres
- Cathal O'Byrne (1867-1957), poeta i cantant.
- Joseph Devlin (1871-1934), diputat nacionalista del Partit Parlamentari Irlandès.
- Winifred Carney (1887-1943), sufragista membre del Cumann na mBan.
- Charlie Tully (1924-1971), futbolista del Celtic FC.
- Gerry Conlon (1954-2014), activista pels drets civils, un dels Quatre de Guildford.
- Familia McMahon, sis persones assassinades el 1922 per l'Ulster Special Constabulary.[3]
- Albert Sharpe (1885-1970), actor.

### Voluntaris de l'IRA
- Bobby Sands
- Kieran Doherty
- Joe McDonnell
- Pat McGeown
- Tom Williams
- Seán Savage
- Daniel McCann
- Mairéad Farrell